# 虚拟世界

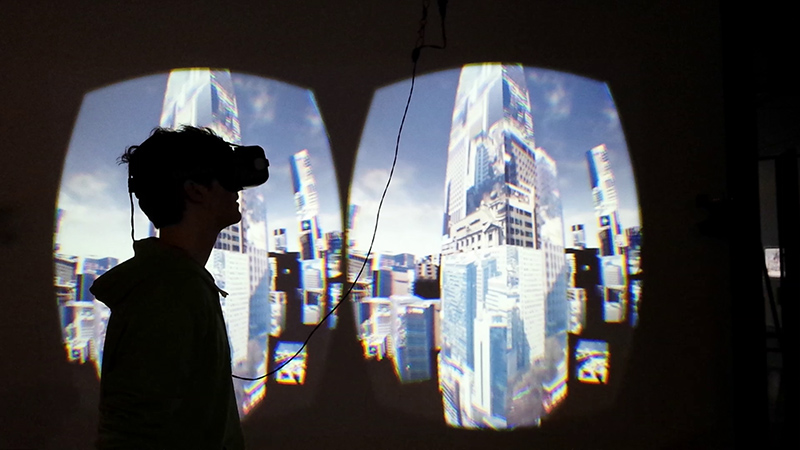
穿戴 VR 虛擬實境裝置瀏覽虛構出來的虛擬世界。

虚拟世界，是人类通过各種媒體表达出来的空间。這可以幻想世界，如遊戲、動畫、漫畫、小說、故事中虛構出來的世界，這些均可能在現實中不存在或只是與現實世界相似或具分別的。這也可以指電腦模擬出來的世界，也可以指互聯網上以屏幕和音響顯示的空間，即網絡空間，也可指元宇宙等虛擬實境世界。
虚拟世界最初的设想是在20世纪80年代在科幻小说的赛博朋克流派中提出的一个由網際網路计算机模拟的虚拟空间，用户可以通过自己的虚拟形象（化身）栖息其中，并可以与其他虚拟形象展开互动、交往。这种栖居通常是通过二维或是三维图形体现出来的。